# Каміль Ле Тельє де Лувуа
Каміль Ле Тельє де Лувуа (фр. Camille Le Tellier de Louvois; 11 квітня 1675 — 5 листопада 1718) — французький священнослужитель. Член Французької академії.

## З біографії
Тельє де Лувуа був сином (з шести дітей) політика Франсуа-Мішеля Ле Тельє, маркіза де Лувуа та його дружини Анни де Сувре, маркізи Куртенво.
Тельє де Лувуа вивчав теологію в Сорбонні й успішно закінчив навчання, захистивши 1700 року докторську дисертацію. Згодом влаштувався на посаду куратора в Кабінеті медалей при Національній бібліотеці (Париж). Водночас він був призначений генеральним вікарієм архієпископа в Реймсі.
1699 року став членом Академії наук, а 1705 року — членом Академії написів та красного письменства. Наступного року став членом Французької академії, зайнявши місце покійного Жана Тестю де Моруа (крісло 4); після Ле Тельє де Лувуа це крісло зайняв єпископ Клермона Жан-Батіст Массійон.